# 1557 Roehla
Az 1557 Roehla (ideiglenes jelöléssel 1942 AD) a Naprendszer kisbolygóövében található aszteroida. Karl Wilhelm Reinmuth fedezte fel 1942. január 14-én, Heidelbergben.